# Зарецкий, Павел Филиппович
Павел Филиппович Зарецкий (1897-1971) — советский военачальник, участник Великой Отечественной войны, Герой Советского Союза (19.04.1945). Генерал-майор (5.05.1945).

## Молодость, первая мировая и гражданская войны
Павел Зарецкий родился 27 июня 1897 года в Рязани. Из семьи крестьянина. В 1915 году окончил Рязанское 8-классное ремесленное училище. С мая 1915 служил в Управлении Александровской железной дороги чертежником службы пути.
Был призван в Русскую императорскую армию в мае 1916 года, служил в 220-м запасном батальоне в Петровске до октября того же года, когда его отправили учиться на офицера. Окончил Душетскую школу прапорщиков в январе 1917 года. С февраля участвовал в боях Первой мировой войны младшим офицером 4-го Неманского пограничного полка, воевал на Юго-Западном фронте. В ноябре 1917 года стал помощником командира пулемётной команды полка. В январе 1918 года по болезни демобилизован.
Вернулся в Рязань, с февраля 1918 года работал в Рязанском статистическом управлении.
В мае 1918 года добровольцем вступил в Рабоче-крестьянскую Красную Армию, участвовал в боях Гражданской войны. Служил командиром взвода Рязанского губернского военкомата. С августа служил в формируемой в Рязани 2-й Тульской стрелковой дивизии: командир комендантской команды, с января 1919 — командир эшелона продтранспорта. В апреле этого же года дивизия была переброшена на Восточный фронт и приняла участие в контрнаступлении Восточного фронта, завершившемся тяжелым поражением армий А. В. Колчака, в его ходе Зарецкий участвовал в Буругусланской и Уфимской операциях. С июля 1919 года дивизия воевала на Северо-Западном фронте и участвовала в отражении наступления на Петроград войск генерала Н. Н. Юденича.
С февраля 1920 года служил командиром роты 169-го стрелкового полка 19-й стрелковой дивизии. Служил в полку на границе с Финляндией на Карельском перешейке, в августе вся дивизия была переброшена на Западный фронт и участвовала в советско-польской войне на брестском направлении. В этих боях был ранен, лечился в госпитале в Орле. С декабря 1920 — командир роты 1-го Рязанского рабочего батальона, с февраля 1921 — помощник начальника полковой школы подготовки младшего начсостава 35-го полка войск внутренней службы 12-й стрелковой бригады, с июня — помощник начальника пулемётной команды 479-го стрелкового полка в Рязани, с октября — командир роты школы младшего комсостава учебно-кадровой бригады Московского военного округа, с июля 1922 — командир отдельного гранатометного взвода школы младшего комсостава 17-й стрелковой дивизии в Рязани. В январе 1923 года уволен в запас.

## Межвоенный период
Жил в Рязани, с марта 1923 года работал в Рязанском губернском финансовом отделе финансовым агентом, с 1924 помощником финансового инспектора, затем финансовым инспектором в Рыбном и в Туме (с 1926), с 1929 работал в Клепиковском районе помощником налогового инспектора, налоговым инспектором, заведующим районным финансовым отделом.
В марте 1932 года повторно вступил в Красную Армию. Служил в составе 7-го отдельного стрелкового территориального батальона Московского военного округа (Сасово) младшим оружейным техником, начальником боепитания батальона, командиром взвода. С марта 1933 года — помощник командира роты 5-го отдельного территориального батальона 2-го Вятского стрелкового полка (г. Котельнич), с мая 1935 года был командиром роты 8-го отдельного учебного батальона, впоследствии переименованного в 13-й отдельный стрелковый батальон. В ноябре того же года батальон был перемещён в г. Кандалакша Карельской АССР (ныне в Мурманской области), а в марте 1936 года переформирован в 2-й горно-стрелковый полк и передан в состав 54-й стрелковой дивизии (в июле 1936 года опять преобразован, на этот раз в 161-й стрелковый полк). В этих полках он служил начальником полковой школы, а в августе 1938 года назначен на должность начальника штаба полка. В 1937 году экстерном сдал экзамены за 8 классов средней школы. С марта 1939 года — помощник командира 162-го стрелкового полка по строевой части той же дивизии, одновременно исполнял обязанности начальника курсов младших лейтенантов Ленинградского военного округа (до сентября 1939 г.). В октябре 1939 года полк был переименован в 81-й стрелковый полк. В мае 1939 года П. Ф. Зарецкий принят в ВКП(б). В феврале 1938 года в честь 20-летия РККА и активное участие в Гражданской войне П. Ф. Зарецкий был награждён орденом Красного Знамени и медалью «XX лет РККА».
Участник советско-финляндской войны 1939—1940 гг., в которой дивизия и полк вошли в состав 9-й армии. С началом боевых действий полк одним из первых глубоко вклинился на территорию Финляндии и овладел важным узлом дорог посёлком Суомуссалми. За отвагу и мужество в этих боях майор П. Ф. Зарецкий был награждён своим вторым орденом Красного Знамени. В конце декабря 1939 года назначен начальником отдела кадров 14-й армии, которая вела боевые действия в районе Петсамо.
После войны исполнял ту же должность, когда армия вошла в состав Ленинградского военного округа (штаб в Мурманске). С октября 1940 года — начальник отдела кадров 7-й армии ЛенВО (штаб в Петрозаводске). С апреля 1941 — командир 252-го стрелкового полка 70-й стрелковой дивизии 50-го стрелкового корпуса 23-й армии. Полк дислоцировался в Ленинграде.

## Великая Отечественная война
С июня 1941 года полковник Зарецкий — на фронтах Великой Отечественной войны. С первого дня войны полк форсированным маршем выдвинулся на рубеж государственной границы в районе Выборга. Однако в связи с стремительным наступлением немецких войск в Прибалтике дивизию передали в подчинение Северного фронта, перебросили под Лугу и 6 июля 1941 года включили в состав Лужской оперативной группы. Но уже 9 июля её передали Северо-Западному фронту и перебросили под Порхов в состав 11-й армии. Там П. Ф. Зарецкий участвовал в контрударе под Сольцами, затем в битве за Ленинград. В Кингисеппско-Лужской оборонительной операции 10 августа попал в окружение, а 18 августа при прорыве из него был тяжело ранен в живот, лечился в госпиталях Ленинграда.
В начале октября вернулся к командованию полком, который в то время на Ленинградском фронте оборонял Пулковские высоты. 17 ноября 1941 года в бою на рубеже реки Тосна был вторично тяжело ранен (ранение разрывной пулей в ногу).
С февраля 1942 года — командир 33-й отдельной курсантской стрелковой бригады 4-го гвардейского стрелкового корпуса на Волховском фронте, которая под его командованием участвовала в Любанской операции, в операции по выводу из окружения 2-й ударной армии, Синявинской операции 1942 года. В последней операции бригаде пришлось 6 суток сражаться в полном окружении, но затем она пробилась к своим. В апреле 1943 года бригаду передали в 1-ю ударную армию Северо-Западного фронта, там она принимала участие в наступательных боях на реке Ловать и затем занимала оборону в районе населённого пункта Поддорье (Новгородская область).
В октябре 1943 года бригада была расформирована, а П. Ф. Зарецкий назначен заместителем командира 53-й гвардейской стрелковой дивизии 2-го Прибалтийского фронта. В феврале 1944 года дивизия была переброшена на Ленинградский фронт и приняла участие в Ленинградско-Новгородской наступательной операции. В боях на подступах к Пскову полковник Зарецкий был тяжело ранен в третий раз (осколками снаряда в лицо и шею). Три месяца был в госпитале.
С июня 1944 года и до Победы полковник Павел Зарецкий командовал 358-й стрелковой дивизией 97-го стрелкового корпуса 21-й армии Ленинградского фронта. Отличился в Выборгской наступательной операции. В августе-сентябре дивизия переброшена в состав 39-й армии 3-го Белорусского фронта.
Особенно отличился во время Восточно-Прусской стратегической наступательной операции. 13 января 1945 года в ходе прорыва немецкой обороны к югу от населённого пункта Пилькаллен (ныне — Добровольск Краснознаменского района Калининградской области) Зарецкий, находясь в боевых порядках дивизии, лично руководил её действиями. Дивизия Зарецкого взяла штурмом более 60 населённых пунктов. В конце января дивизия первой прорвала новый рубеж немецкой обороны по реке Дейме. За эти сражения в конце января был представлен к награждению орденом Кутузова 2-й степени. Однако в Москве решили иначе и комдиву П. Ф. Зарецкому награду повысили до звания Героя Советского Союза.
Указом Президиума Верховного Совета СССР от 19 апреля 1945 года за «образцовое выполнение боевых заданий Командования на фронте борьбы с немецкими захватчиками и проявленные при этом отвагу и геройство» полковнику Павел Филипповичу Зарецкому присвоено звание Героя Советского Союза с вручением ордена Ленина и медали «Золотая Звезда» за номером 6177.
В феврале во время сильного немецкого контрудара дивизия была окружена и во главе со своим командиром несколько дней стойко сражалась в окружении, а затем прорвалась к своим. Отлично действовала дивизия в штурме Кёнигсберга и в Земландской наступательной операции, нанеся противнику большие потери в боевой технике и живой силе. При этом 23 февраля 1945 года был ранен в четвёртый раз, и опять ранение оказалось тяжелым (осколок снаряда попал в спину), но в апреле вновь принял командование 358-й стрелковой дивизией.
В мае 1945 года дивизия в составе 39-й армии переброшена из Восточной Пруссии в Монголию, в район города Тамцак-Булак. Там она вошла в Забайкальский фронт и в его рядах приняла участие в Хингано-Мукденской наступательной операции советско-японской войны в августе 1945 года. Участвовала в освобождении китайских городов Солунь, Таонань, Фушунь и других. В сентябре 1945 года дивизия прибыла в Порт-Артур и там разместилась (часть подразделений находились в Даляне).

## Послевоенная служба
После окончания войны Зарецкий продолжил службу в Советской Армии. До июля 1946 командовал той же дивизией, затем стал командиром 26-й отдельной гвардейской пулемётно-артиллерийской бригады Приморского военного округа, с декабря 1946 — командиром 25-й гвардейской пулемётно-артиллерийской дивизии, в октябре 1947 года убыл на учёбу. В декабре 1948 года окончил курсы усовершенствования командиров стрелковых дивизий при Военной академии имени М. В. Фрунзе. С декабря 1948 — заместитель начальника Организационно-мобилизационного управления Генерального штаба Вооружённых сил СССР. С апреля 1950 года — заместитель начальника 3-го (с декабря 1952 — 2-го) управления Главного управления кадров Министерства обороны СССР. В июне 1953 года генерал-майор П. Ф. Зарецкий был уволен в запас.
Проживал в Москве. Скончался 18 мая 1971 года, похоронен в колумбарии Новодевичьего кладбища Москвы.

## Награды
- Герой Советского Союза (19.04.1945)
- два ордена Ленина (19.04.1945, …)
- четыре ордена Красного Знамени (22.02.1938, 16.01.1940, 30.07.1944, …)
- Орден Суворова 2-й степени
- Орден Отечественной войны 1-й степени (29.05.1944)
- Орден Красной Звезды (3.11.1944)
- медали СССР
- Орден Облаков и Знамени (Китай)[1][5].

## Память
- На здании Рязанского автомобильного техникума имени С. А. Живаго установлена мемориальная доска в честь П. Ф. Зарецкого (2018)[6].
- Отряд № 5 Школы-интерната № 19 г. Москвы с преподаванием ряда предметов на индийских языках носил имя героя Советского Союза Павла Филипповича Зарецкого.